# 前田の戦い
前田の戦い（まえだのたたかい）とは、太平洋戦争末期の沖縄戦において、前田高地を巡って4月25日から5月6日まで行われた戦闘である。
アメリカ側からは「ハクソー・リッジ（Hacksaw Ridge、「弓鋸の尾根」の意）」と呼ばれ、嘉数の戦いと並んで沖縄戦有数の激戦として知られる。

## 地理

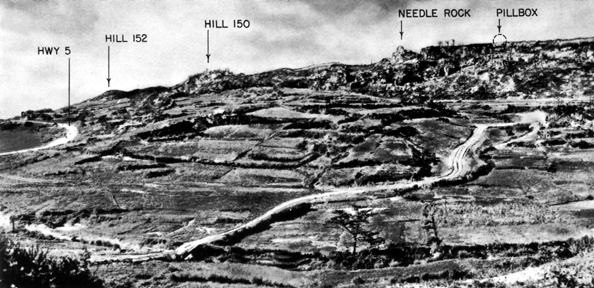
北側の嘉数高地東方から米軍が撮影した前田高地。NEEDLE ROCKの文字が確認できる。

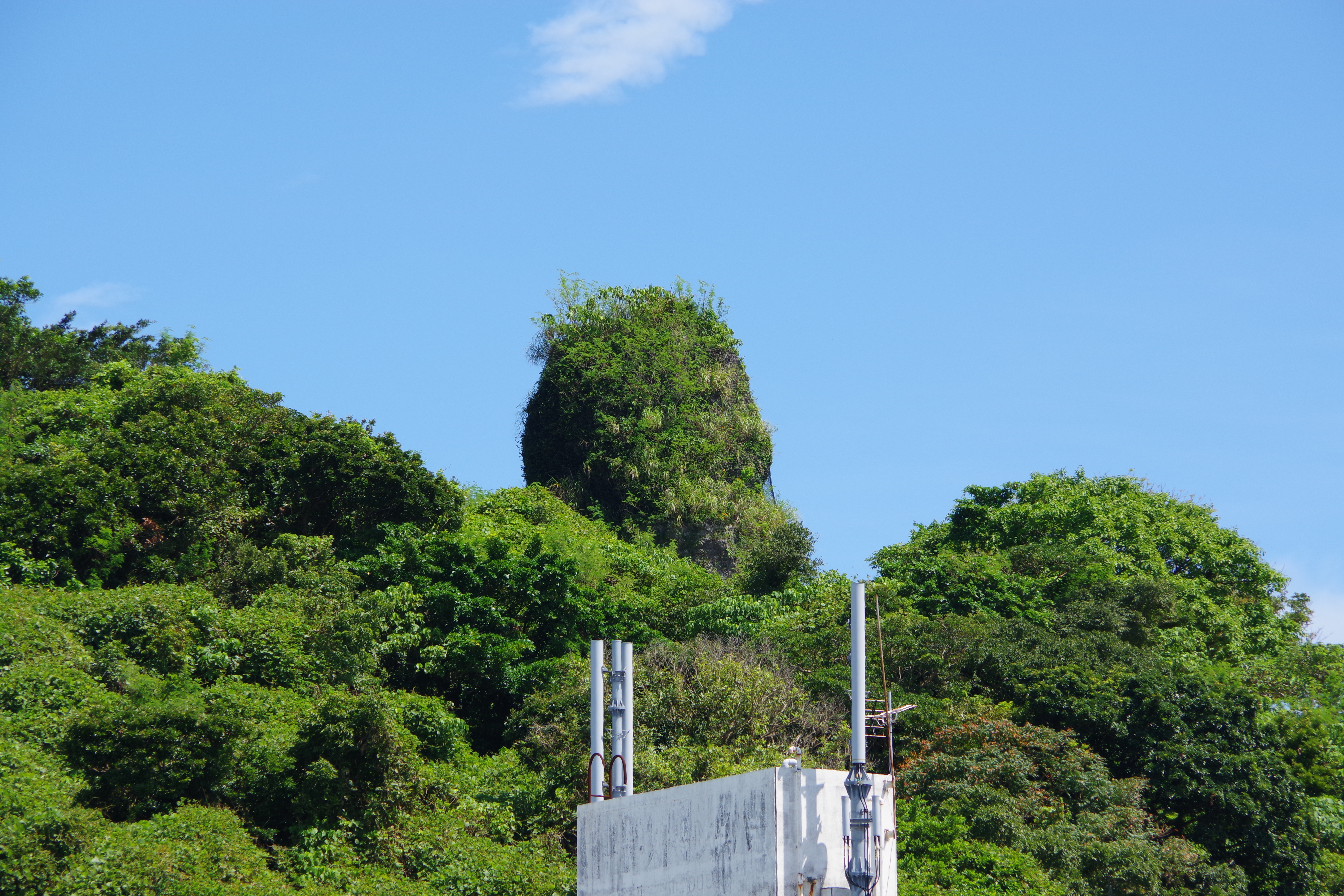
ワカリジー(ニードル・ロック)。

浦添城跡一帯の丘陵に前田部落があることから、丘陵北側の断崖へ「前田高地」の名が付けられた。この断崖は浦添国民学校の西側を西端、百三十米閉鎖曲線高地（米呼称 Hill 150）を東端としており二点間の距離は約850mであった。この間にはワカリジー(為朝岩、米呼称 ニードル・ロック)と呼ばれる高さ約13ｍの岩がある。
丘陵東側には「前田北東高地」があり、これは百三十米閉鎖曲線高地の南方に位置する一三五高地（米呼称 Hill 152）から東側の一一四高地までで二点間は約250mであった。
「前田高地」と「前田北東高地」間における斜面の険しさは緩い。

## 背景
日本軍主力は沖縄本島南部地域に陣地を置き、主力部隊も南部地域に配置されていた。しかし、高所が南部地域の北側に多かったため、主防御陣地は沖縄本島中心から南部地域の間に築かれている。これが結果的に米軍の南部地域進行を阻む要因ともなった。南部は北部に比べて平坦な地形が多く、また陣地を構築できる高地は貴重であったため、南部のほとんどの高地には日本軍の陣地が築かれていた。そのため、ほとんどの激戦地域は南部地域の高台、高地周辺に集中しており、西原の戦いや嘉数の戦い等の激戦地も同様の地形が見られる。
日本軍の部隊配置は、「南部の海岸線は崖が多いのでアメリカ軍は北部から地上進攻してくるだろう」との予想に基づくものと思われる。

## 両軍戦力

### 日本軍
- 第62師団（藤岡武雄中将）
  - 歩兵第63旅団（中島徳太郎少将）
    - 独立歩兵第11大隊（三浦日出四郎大佐）
    - 独立歩兵第12大隊（賀谷与吉中佐）
    - 独立歩兵第14大隊（内山幸雄大尉）
    - 独立歩兵第273大隊（楠瀕一珍大尉）

  - 歩兵第64旅団（有川主一少将）
    - 独立歩兵第23大隊（山本重一少佐）

  - 第62師団輜重隊（杉本秀義少佐）
- 第24師団（雨宮巽中将）
  - 歩兵第32連隊（北郷格郎大佐）
    - 歩兵第32連隊第1大隊（伊東孝一大尉）
    - 歩兵第32連隊第2大隊（志村常雄大尉）
    - 歩兵第32連隊第3大隊（満尾安二大尉）[注釈 1]
- 第32軍直轄部隊
  - 独立臼砲第1連隊（入部兼康中佐）

### アメリカ軍
- 第24軍団（英語版）（ジョン・R・ホッジ少将）
  - 第96歩兵師団（英語版）（ジェームズ・L・ブラッドリー（英語版）少将）
    - 第381歩兵連隊（マイケル・E・ハローラン大佐）
      - 第381歩兵連隊第1大隊（ジョン・C・キャシディ中佐）
      - 第381歩兵連隊第2大隊（ラッセル・グレイビル中佐）
      - 第381歩兵連隊第3大隊（ダニエル・A・ノーラン・ジュニア中佐）

    - 第383歩兵連隊（エドウィン・T・メイ大佐）
      - 第383歩兵連隊第2大隊（A・T・トールスン少佐、4月26日よりジョージ・E・バックリン少佐）
      - 第383歩兵連隊第3大隊（エドワード・W・ステア中佐）

  - 第77歩兵師団（英語版）（アンドリュー・D・ブルース（英語版）少将）
    - 第306歩兵連隊（英語版）
      - 第306歩兵連隊第1大隊
      - 第306歩兵連隊第3大隊

    - 第307歩兵連隊（英語版）（スティーブン・S・ハミルトン大佐）
      - 第307歩兵連隊第1大隊（ジェラルド・D・クーニー中佐）
      - 第307歩兵連隊第2大隊
      - 第307歩兵連隊第3大隊

  - 第763戦車大隊（英語版）
  - 第713火炎放射戦車大隊（トーマス・L・マクラリー中佐）

## 戦闘経過

### 4月25日
前田高地における日本軍部隊は仲間部落に独立歩兵第23大隊、ワカリジー周辺に独立歩兵第12及び14大隊、一三五高地に独立歩兵第11大隊の以上4コ大隊が布陣していた。
米軍は前田高地正面に第96師団、右翼となる仲間部落に第27師団、左翼側の幸地部落に第7師団を配置し、高地正面に沿って西に第381連隊、東に第383連隊を展開させていた。米第96師団は地形図を用いて高地周辺において偵察を実施、陣地と思われる地点に艦砲射撃と航空機によるナパーム弾を用いた爆撃が行われた。
これに対して、日本軍司令部は「敵ハ引続キ攻撃準備中ナル如ク戦線大ナル変化ナシ」との報告を残している。また、第32軍司令官牛島満中将より第62師団とその配属部隊に感状が授与された。

### 4月26日
米軍が本格的な攻撃を開始。午前6時からの猛烈な砲撃の後、10時頃より各正面で攻勢が開始された。前田高地では第381連隊G中隊が頂上にたどり着いたが、その途端日本軍の独立歩兵第12大隊による集中砲火を受けて数分の間に18名の損害を被っている。この地点において日本軍は前述のように丘の全面を守らず敵軍を容易に登らせ頂上に辿り着いた矢先に猛撃を浴びせる戦法を採用し、結果的に米軍を苦戦させることとなった。第381連隊F中隊はワカリジーへの登攀を開始するも、機関銃による攻撃を受け、多くの死者を出した。
正午頃、戦車を伴った米軍第383連隊が独立歩兵第11大隊を基幹とする部隊の守備する百三十米閉鎖曲線高地及び一三五高地を奪取する。この際、下方に展開していた日本軍部隊はブローニングM1918自動小銃を始めとする多数の小火器に撃ち下ろされ、多くの将兵が撃破された。
これにより米軍の第763戦車大隊及び第713火炎放射戦車大隊が前田高地の東側端まで進出することとなり、前田高地の日本軍部隊は背後からも攻撃されることとなった。
この状況を鑑み牛島中将は「第62師団長は諸隊を急派し前田に侵入中の敵を攻撃し徹底的に撃攘すべき」旨、「第24師団はその作戦地域に関わらず第62師団の戦闘に参加すべき」旨を発した。その後第24師団に対して首里北東への戦力集結を命じ、進出した敵部隊の粉砕を企図した。これを受けて第24師団長雨宮中将は隷下の歩兵第32連隊へ一個大隊の前田高地派遣と連隊主力の首里北部集結を下命している。

### 4月27日
早朝より米軍第763戦車大隊及び第713火炎放射戦車大隊の支援を受けた歩兵が百三十米閉鎖曲線高地と一三五高地の間から進撃した。しかし、前田高地南端に差し掛かったところで丘上のトーチカが反撃を始めたため、足止めとなった。
雨宮中将は歩兵第32連隊の前田高地進出と歩兵第22連隊の百三十米閉鎖曲線高地及び一三五高地占領を下命。

### 4月28日
早朝より米軍が砲撃とともに攻撃を開始、第381連隊が進撃するも多大な損害を払って撃退された。日本軍の歩兵第22連隊は前日の師団命令に伴い第2大隊に攻撃を命じたが、米軍の頑強な抵抗によってこちらも撃退されている。また、歩兵第32連隊長北郷大佐が前田地区占領を命じた。なお、歩兵第89連隊第2大隊が32連隊に配属された。

### 4月29日
前田高地頂上附近にて激戦が行われ、独立歩兵第12大隊と歩兵第32連隊第2大隊が死守することとなった。また、これらの部隊が占領された前田部落を攻撃したが、米軍の撃退には至らなかった。
米第96師団は損耗が激しく、第77師団の到着によって第381連隊から第307連隊へ交代した。26日以来、第381連隊の死傷者は536名を数えた。
第32軍司令部にて幕僚会議が行われ、5月4日に主力を挙げて大規模な攻勢を行うことが決定された。

### 4月30日
前日に引き続き、午前中に米軍第383連隊も第306連隊へと交代。午後になって第96師団と第77師団の諸隊の交代は完結した。前田高地及び前田部落を巡って激しい戦闘が行われ、米軍が前田高地南東のワカリジーを陥落した。
日本軍では歩兵第63旅団の予備隊となっていた独立歩兵第273大隊が独立歩兵第12大隊に配属となり、首里市末吉町から前田の一五〇高地へと前進した。

### 5月1日
戦闘が行われたが戦局に変化は見られなかった。歩兵第32連隊第2大隊が百三十米閉鎖曲線高地及び一三五高地を攻撃したが米軍はこれを撃退した。

### 5月2日
雨天のため、米軍機による攻撃は殆ど行われなかった。前田高地頂上を巡る争いは依然として続けられ、双方による激しい砲迫戦闘が行われた。

### 5月3日
米軍が大規模な攻撃を開始。頂上を巡る争いは手榴弾や迫撃砲弾、擲弾筒弾が飛び交い、より一層の激烈を呈したものの、日本軍の善戦によりこれを撃退した。

### 5月4日
予定されていた日本軍の総攻撃が実施され、各所で逆上陸や攻勢が行われていた中で左翼突進隊として歩兵第32連隊も前進を開始した。しかし激戦による戦力低下で十分な戦果を挙げられず、前田高地全域を占領するに至らなかった。すると今度は優勢な米軍が進撃を開始し、洞窟とトーチカ、そしてその間を結ぶトンネルが爆薬攻撃によって破壊され米軍の手に渡った。これを受け、九糎臼砲を有した独立臼砲第1連隊が前田高地西側に進出、18時に牛島中将から攻撃中止が下達された。
夜、歩兵第32連隊第1大隊が米軍陣地を突破し2500mの前進に成功した。

### 5月5日
夜から6日にかけて、日本軍による夜襲が敢行された。独立第26大隊は斬込隊として米軍第307連隊第3大隊が守る百三十米閉鎖曲線高地及び一三五高地を攻撃したが、多大な損害を蒙り失敗となった。

### 5月6日
米軍は前田高地を完全に占領。南方で残存部隊による小規模な戦闘が行われたが、これにて前田の戦いは終結となった。